# Tramwaje w Belgradzie

Schemat sieci tramwajowej w Belgradzie

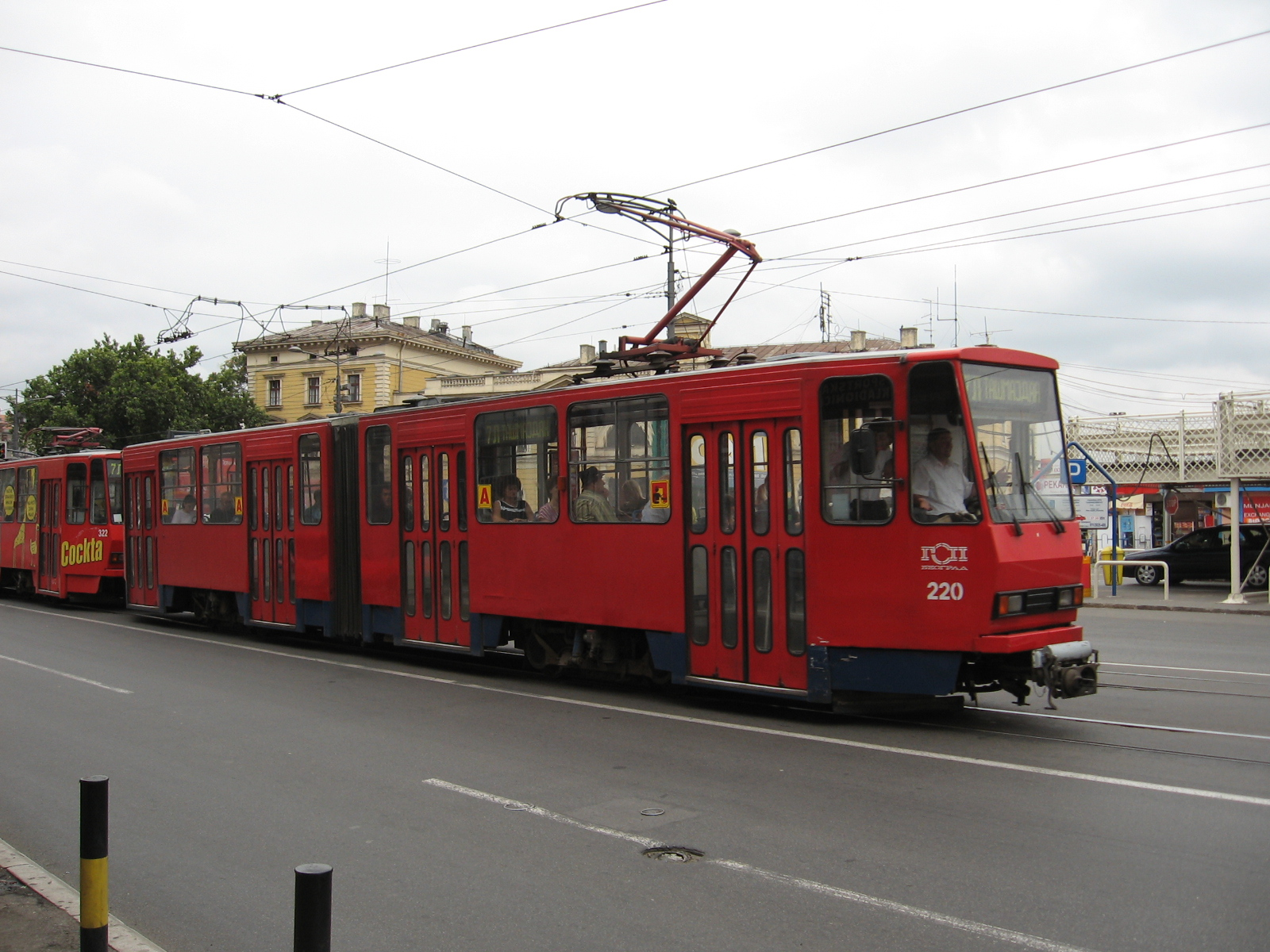
Tramwaje KT4 w Belgradzie, pierwszy z nich to KT4YU-M

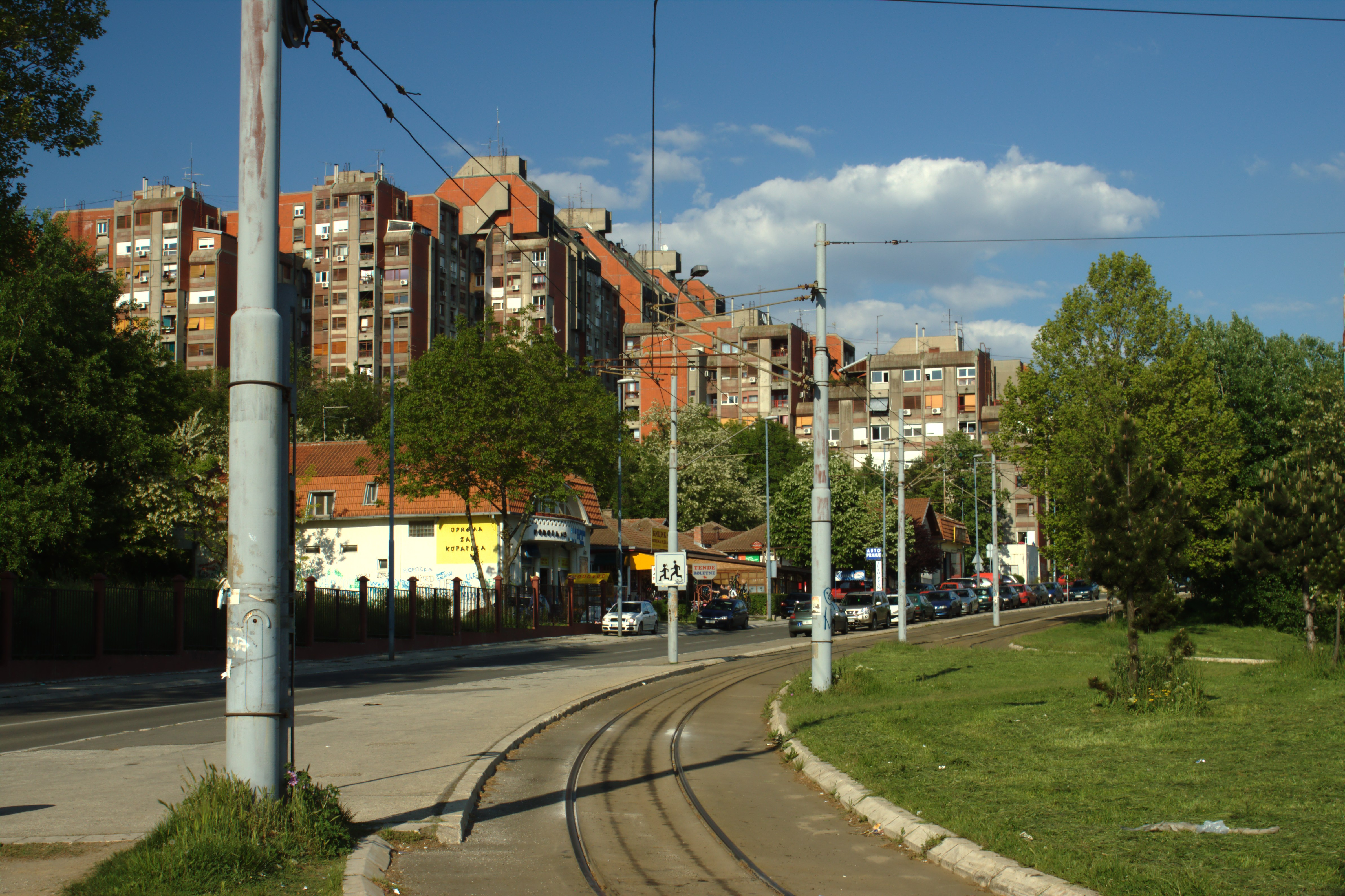
Pętla tramwajowa Banjica

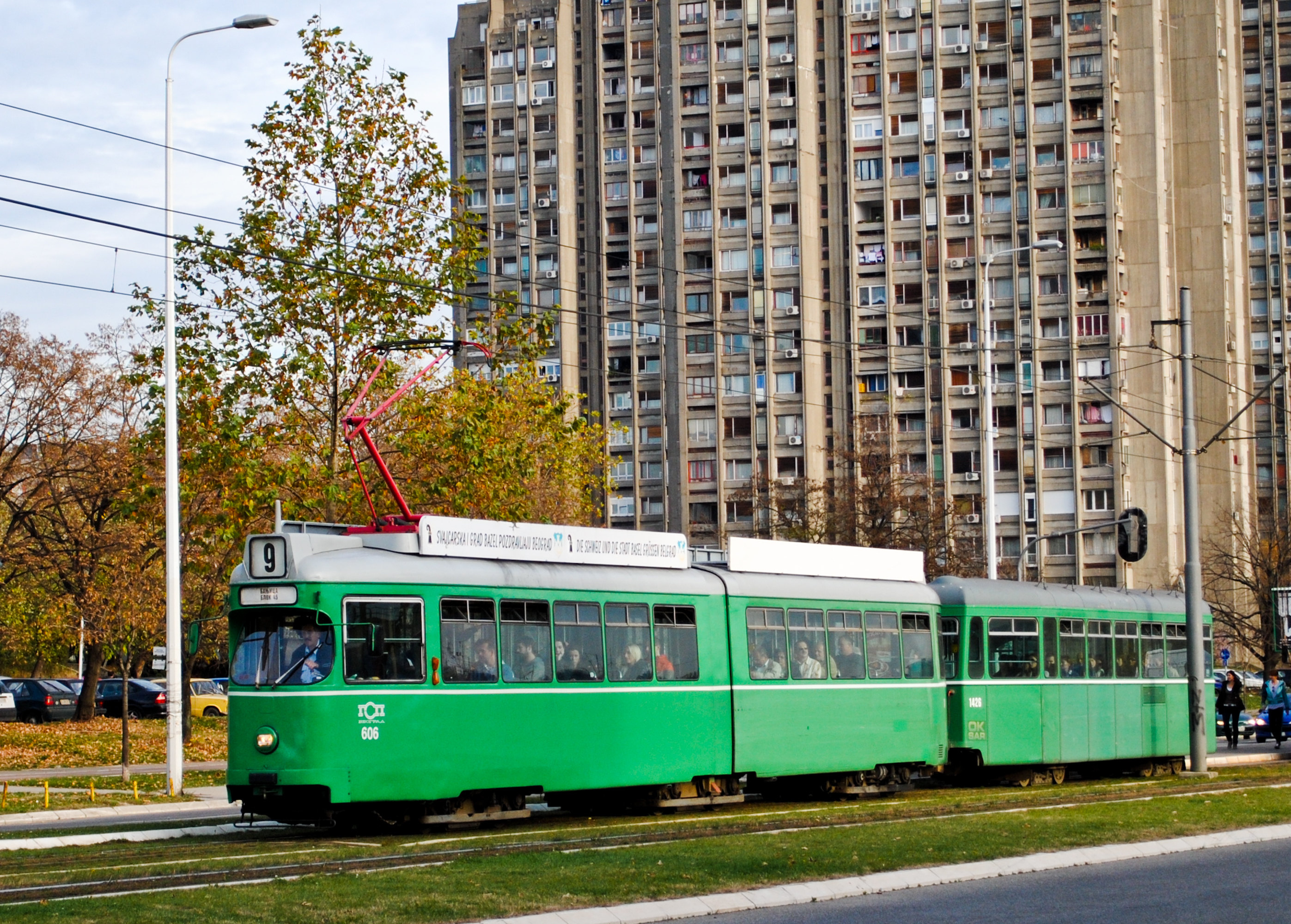
Tramwaj GT6 z doczepą B4 FFA/SWP

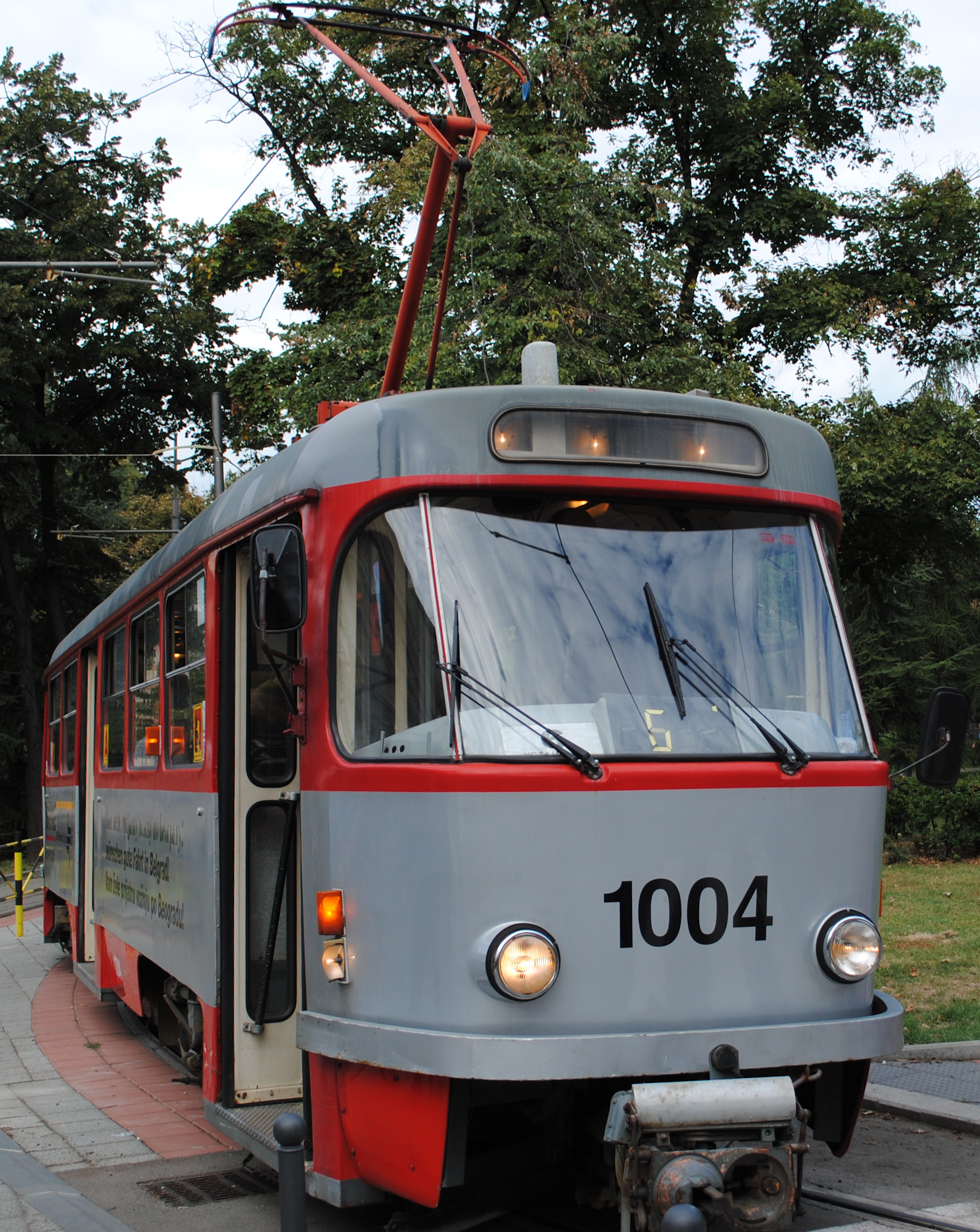
Tramwaj Tatra T4D o nr 1004

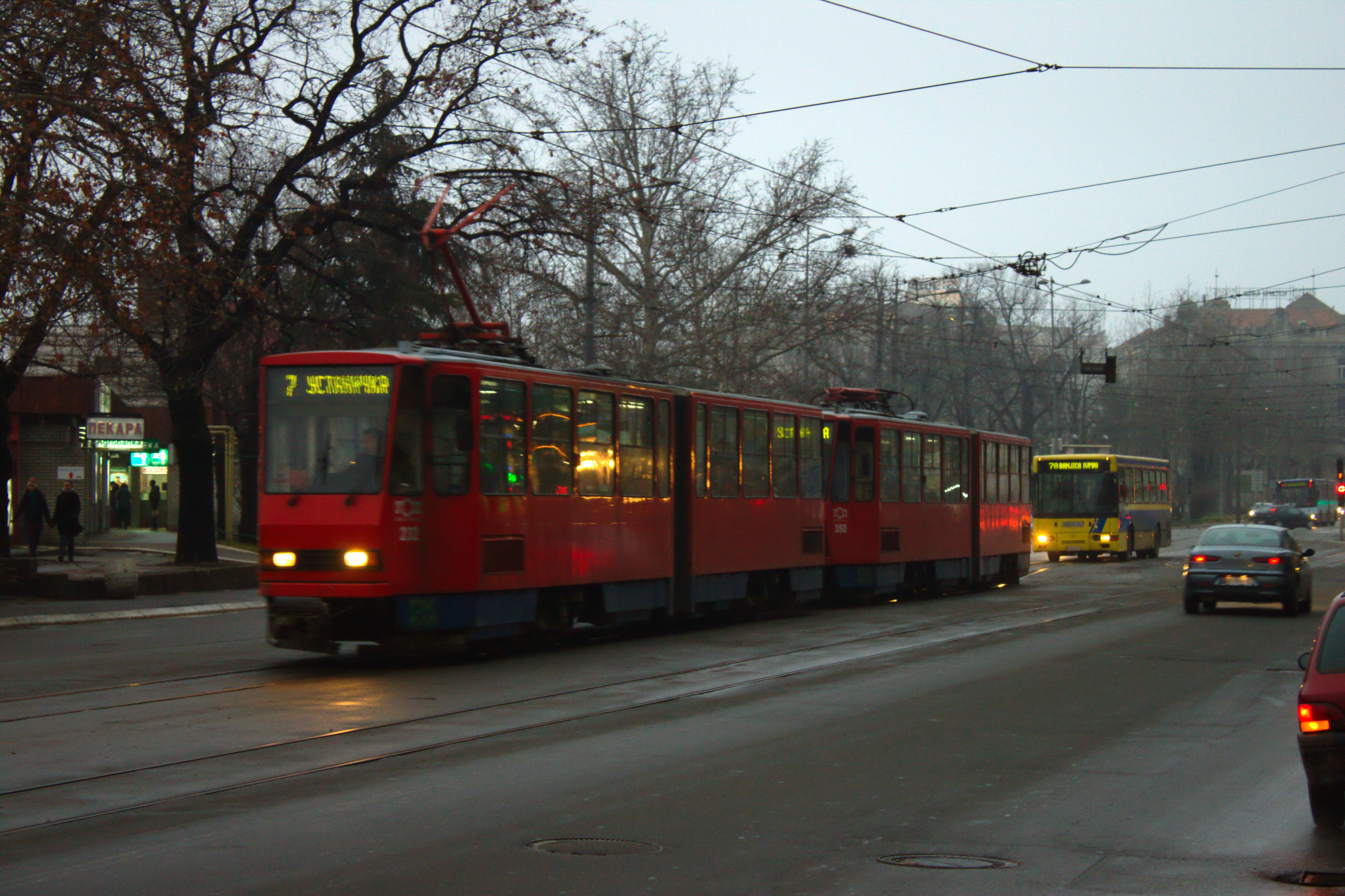
Skład tramwajów Tatra KT4 na ulicy Karađorđeva

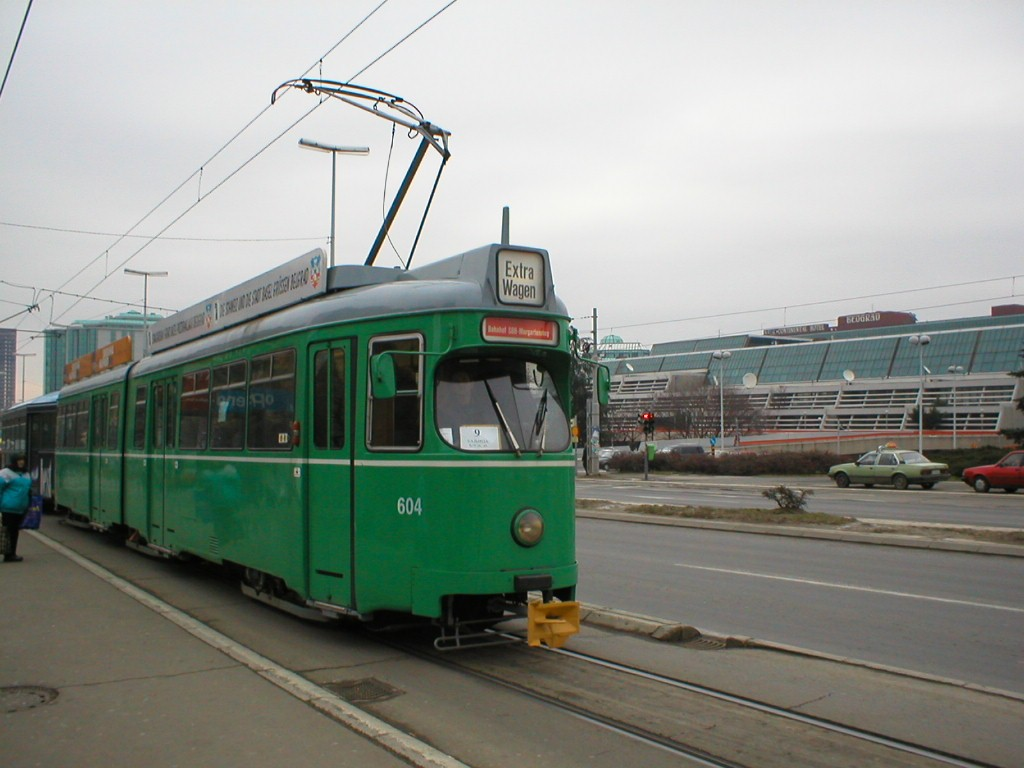
Tramwaj GT6 w Belgradzie

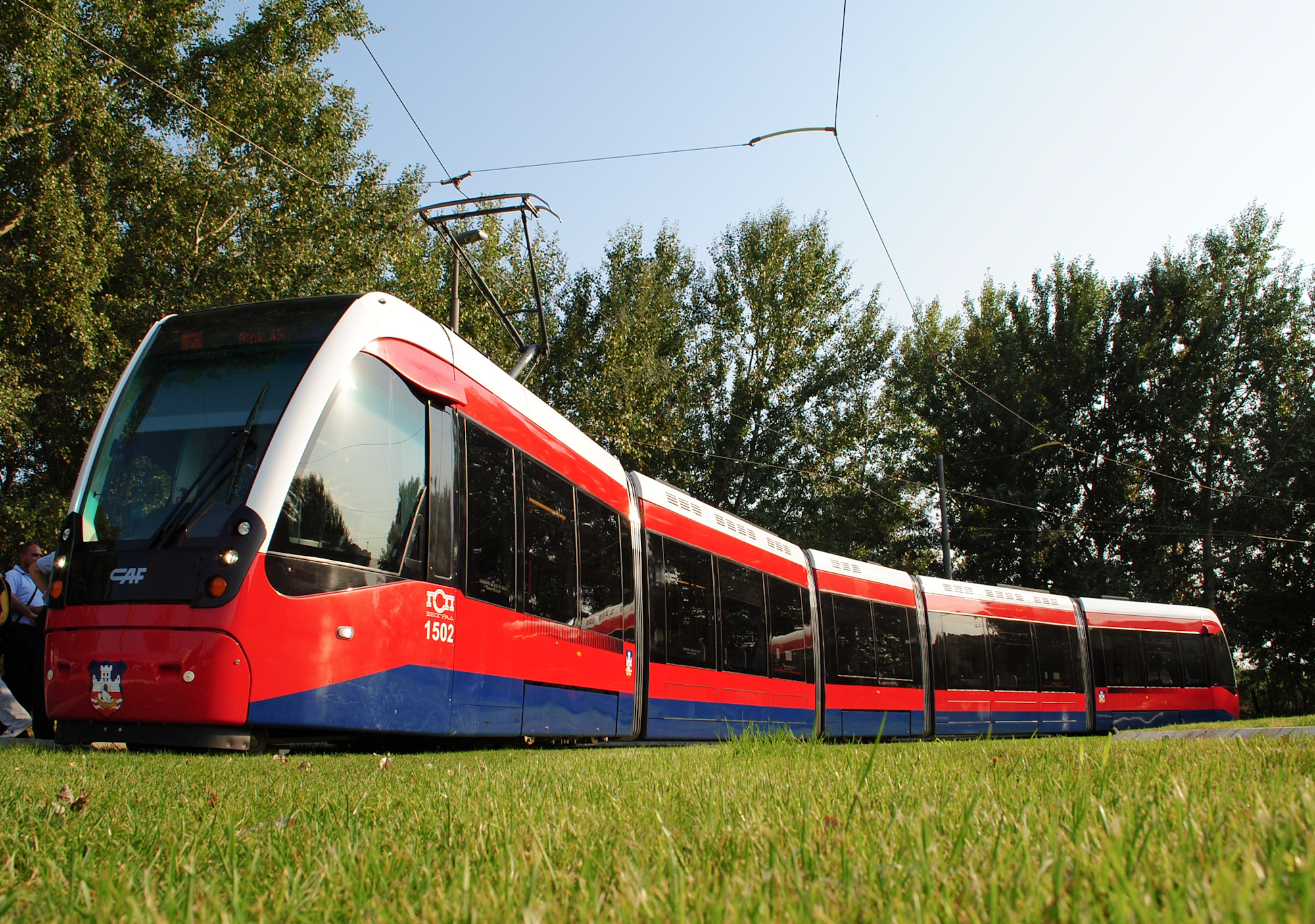
Tramwaj CAF Urbos 3 w Belgradzie

Tramwaje w Belgradzie – system komunikacji tramwajowej działający w stolicy Serbii Belgradzie.

## Historia

### lata 1892–1912
14 października 1892 roku uruchomiono nowo wybudowaną linię tramwajową na trasie Kalemegdan – Slavija. Od końca 1894 roku prawie przez dziesięć lat nie były wykonywane prace związane z modernizacją i rozszerzeniem sieci miejskiej kolei. W 1903 roku doszło do przejęcia przewozów tramwajowych przez belgijską spółkę i rozpoczęto elektryfikację trakcji tramwajowej. Podczas 1904 roku elektryczne tramwaje zastąpiły tramwaje konne na linii Kalemegdan – Slavija i Żagubica (Жагубица) – Elektryczna centrala (Електрична централа), a w 1905 roku zelektryfikowano ostatnią linię Terazije – Nowy cmentarz (Ново гробље). W 1906 wybudowano nową linię: Kolarać – Taszmajdan. Rok później uruchomiono linię Kolarac (dzisiejszy plac Republiki) – Taszmajdan. Wtedy też na wszystkich liniach tramwajowych jeździło 16 wagonów motorowych. W 1912 w Belgradzie było 8 linii tramwajowych, także w tym roku z usług komunikacji tramwajowej skorzystało ok. 7 500 000 pasażerów.

### 1919–1950
W 1919 po wyzwoleniu Belgradu miasto przejęło tramwaje od belgijskiej spółki, która nie była w stanie odbudować zniszczonej sieci tramwajowej. Ocalała infrastruktura tramwajowa była bardzo zużyta. W latach 1920–1924 stare trasy zostały wyremontowane oraz zbudowano nową linię o długości 3 km. Pod koniec 1932 w Belgradzie było 13 linii o łącznej długości 65 km. 2/3 linii było dwutorowe. W latach 1931 i 1932 otwarto następujące linie:
- Knezev spomenik – Dedinje
- Slavija – Dusanovac
- Terazije – Pasino brdo
- Smederevski drum – Cvetkova mehana – ulica Pristinska[2].

W 1940 w mieście było 10 linii, a w 1945 tylko 4.

### 1950–2000
W 1951 istniejący dotychczas „Belsap” zmienił nazwę na GSP Belgrad. W 1960 w mieście było 7 linii tramwajowych, a GSP Belgrad posiadało łącznie 467 pojazdów komunikacji miejskiej, a w 1965 już 617. W 1988 została otwarta nowa zajezdnia tramwajowa „Sava”. Po rozpadzie Jugosławii w drugiej połowie 1991 nie było środków na zakup nowego taboru oraz części zamiennych. W latach 1996–1997 wyremontowano następujące trasy tramwajowe:
- Bulevar revolucije (od Cvetkova pijaca do Radio-industrija)
- ulica Ruzveltova
- ulica Jurija Gagarina

Po 1999 sytuacja tramwajów znacznie się pogorszyła, brakowało pieniędzy na bieżące utrzymanie taboru, niektóre trasy zostały skrócone.

### Po 2000
W 2001 odbudowywano sieć tramwajową. W ramach projektu „Tramwaje dla Belgradu” oprócz otrzymania tramwajów z Bazylei zostało dostosowane zaplecze techniczne oraz dostarczono części zamienne.

## Linie
Obecnie w Belgradzie działa 12 linii tramwajowych:
- 2: Pristanište – Pomnik Vuka – Pristanište (linia okólna)
- 3: Tašmajdan – Kneževac
- 5: Ustanička – Beko
- 6: Ustanička – Tašmajdan
- 7: Blok 45 – Ustanička
- 7L: Blok 45 – Tašmajdan
- 9: Blok 45 – Banjica
- 9L1: Slavija – Trošarine (Voždovac)– Banjica
- 10: Beko – Banjica
- 11: Beko – Blok 45
- 12: Banovo brdo – Omladinski stadion
- 13: Banovo brdo – Blok 45
- 14: Ustanička – Banjica

## Tabor
Po zelektryfikowaniu linii tramwajów konnych wagony były później wykorzystywane jako wagony doczepne do tramwajów silnikowych. W 1906 posiadano 16 wagonów silnikowych. W latach 1909/1910 zakupiono 10 wagonów silnikowych, łącznie posiadano 26 tramwajów silnikowych i 12 wagonów doczepnych. Po zakończeniu I wojny światowej tabor pochodzący jeszcze sprzed wojny był bardzo wyeksploatowany. W 1940 w Belgradzie było 104 tramwajów silnikowych i 60 wagonów doczepnych, rok później posiadano 38 tramwajów silnikowych i 36 wagonów doczepnych. W 1955 posiadano 162 tramwaje. W 1956 wprowadzono do eksploatacji pierwszy tramwaj wyprodukowany w Jugosławii typu Gosa. W 2001 otrzymano 12 tramwajów silnikowych oraz 21 wagonów doczepnych, a w 2002 kolejne 11 tramwajów z Bazylei w ramach projektu „Tramwaje dla Belgradu”, projekt finansowany jest przez SECO. Łącznie dostarczono do Belgradu w ramach projektu 31 wagonów silnikowych (GT6, Be 4/4 SWP) oraz 32 wagony doczepne (B4 FFA/SWP, B3 BVB/SLM), projekt obowiązuje do 2012. W 2002 poddano modernizacji 30 tramwajów. W 2003 otrzymano 5 tramwajów z Bazylei. W 2009 podpisano umowę z hiszpańską firmą Construcciones y Auxiliar de Ferrocarriles (CAF) na dostawę 30 pięcioczłonowych, całkowicie niskopodłogowych tramwajów o długości 33 m i szerokości 2,3 m. Wartość tego zamówienia wynosi około 70 mln Euro. Tramwaj może pomieścić do 242 pasażerów. Pierwszy tramwaj CAF Urbos 3 został dostarczony w maju 2011. W 2024 podpisano umowę z turecką firmą Bozankaya na dostawę 25 niskopodłogowych tramwajów pięcioczłonowych. 29 maja 2025 dostarczono pierwszy tramwaj z tego zamówienia.
Obecnie tabor tramwajowy składa się z 208 tramwajów:
| Typ        | Liczba            |
| ---------- | ----------------- |
| Tatra KT4  | 146               |
| Düwag GT6  | 28                |
| CAF        | 27 (30 zamówione) |
| Be 4/4 SWP | 1                 |
| Tatra T4D  | 1                 |

| Typ        | Liczba |
| ---------- | ------ |
| B4 FFA/SWP | 21     |
| B3 BVB/SLM | 8      |

W Belgradzie jest kilka odmian tramwajów KT4:
- KT4YU – 100 tramwajów
- KT4YU-M – 27 tramwajów
- KT4M YUB – 19 tramwajów